# Carl Kayser (Kameramann)
Carl Kayser (* 30. November 1909 in England; † 1984) war ein australischer Kameramann, der zwischen 1949 und 1969 vor allem für seine Arbeiten in Film und Fernsehen in Australien bekannt wurde. Darunter waren Beiträge zu Produktionen wie Dem Teufel verschrieben, Hölle auf Guam oder S.O.S. – Charterboot.

## Leben und Karriere
Carl Kayser erlernte sein Handwerk als Camera Operator zuerst in Großbritannien, später dann nach dem Zweiten Weltkrieg in Australien unter der Leitung von Kameraleuten wie Osmond Borradaile bei Harry Watts Kinofilm Das große Treiben aus dem Jahr 1946 und nachfolgend bei Ross Wood. 1949 arbeitete er zusammen mit seinem Kollegen Bert Nicholas als Duo an dem romantischen Abenteuerfilm Rivalen im Urwald von Regisseur Charles Chauvel.
Während der 1950er Jahre betreute er als Kameramann eine Reihe von australischen Kinoproduktionen wie No Strangers Here, Jedda, Die Abenteuer des Capitaine Steve, Dust in the Sun oder Yves Allégrets internationales Filmdrama Dem Teufel verschrieben mit Edmond O’Brien und Richard Basehart in den Hauptrollen. Zu Beginn der 1960er Jahre folgten Arbeiten für Die Jungen aus Bungala von Jim Jeffrey und 1962 für die Regisseure Richard Goldstone und John Monks Jr. das Kriegsdrama Hölle auf Guam in der Besetzung Jeffrey Hunter und Marshall Thompson.
Neben seiner Tätigkeit für das Kino arbeitete Carl Kayser in den 1960er Jahren auch für das australische Fernsehen, so betreute er 1961 neunzehn Episoden der Westernserie Whiplash mit Peter Graves und 1969 alle 26 Episoden der von Ralph Smart produzierten Abenteuerreihe S.O.S. – Charterboot mit Ty Hardin in der Rolle des Moss Andrews. Nach dem Ende der Serie ging Carl Kayser in den Ruhestand. Er starb 1984.

## Filmografie (Auswahl)

### Kino
- 1949: Rivalen im Urwald (Sons of Matthew)
- 1950: No Strangers Here
- 1955: Jedda
- 1956: Die Abenteuer des Capitaine Steve (Walk Into Paradise)
- 1958: Dust in the Sun
- 1959: Houla Houla
- 1959: Dem Teufel verschrieben (L'ambitieuse)
- 1961: Die Jungen aus Bungala (Bungala Boys)
- 1962: Hölle auf Guam (No Man Is an Island)

### Fernsehen
- 1961: Whiplash (Fernsehserie, 19 Episoden)
- 1969: S.O.S. – Charterboot (Fernsehserie, 26 Episoden)

### Kurzfilme
- 1954: Adelaide Advances
- 1963: Highlands of New Guinea